# جواکینو گالئوتافیوره
جواکینو گالئوتافیوره (انگلیسی: Gioacchino Galeotafiore؛ زادهٔ ۱۵ فوریهٔ ۲۰۰۰) بازیکن فوتبال اهل ایتالیا است.